# Germinal Pierre Dandelin
Germinal Pierre Dandelin (12 de abril de 1794 – 15 de febrero de 1847) fue un matemático, soldado, y profesor de ingeniería. Nació cerca de París de padre francés y su madre provenía de Henao (actualmente en Bélgica), hizo sus primeros estudios en Gante (Bélgica), luego en 1813 retornó a París a estudiar en École polytechnique.
Sin embargo, su carrera iba a ser muy influenciada por los acontecimientos políticos de esos tiempos turbulentos. En 1813 Dandelin se ofreció para luchar contra los británicos. Cuando los ejércitos aliados del Tratado de Chaumont llegaron cerca de París el 30 de marzo de 1814 Dandelin fue herido en batalla ese mismo día luchando en el bando francés bajo órdenes de Napoleón Bonaparte.
Trabajó para el Ministerio del Interior bajo Lazare Carnot. Más tarde se convirtió en ciudadano de los Países Bajos, fue profesor de ingeniería de minas en Bélgica, y por ese entonces también miembro del ejército belga.

## Contribución a la matemática

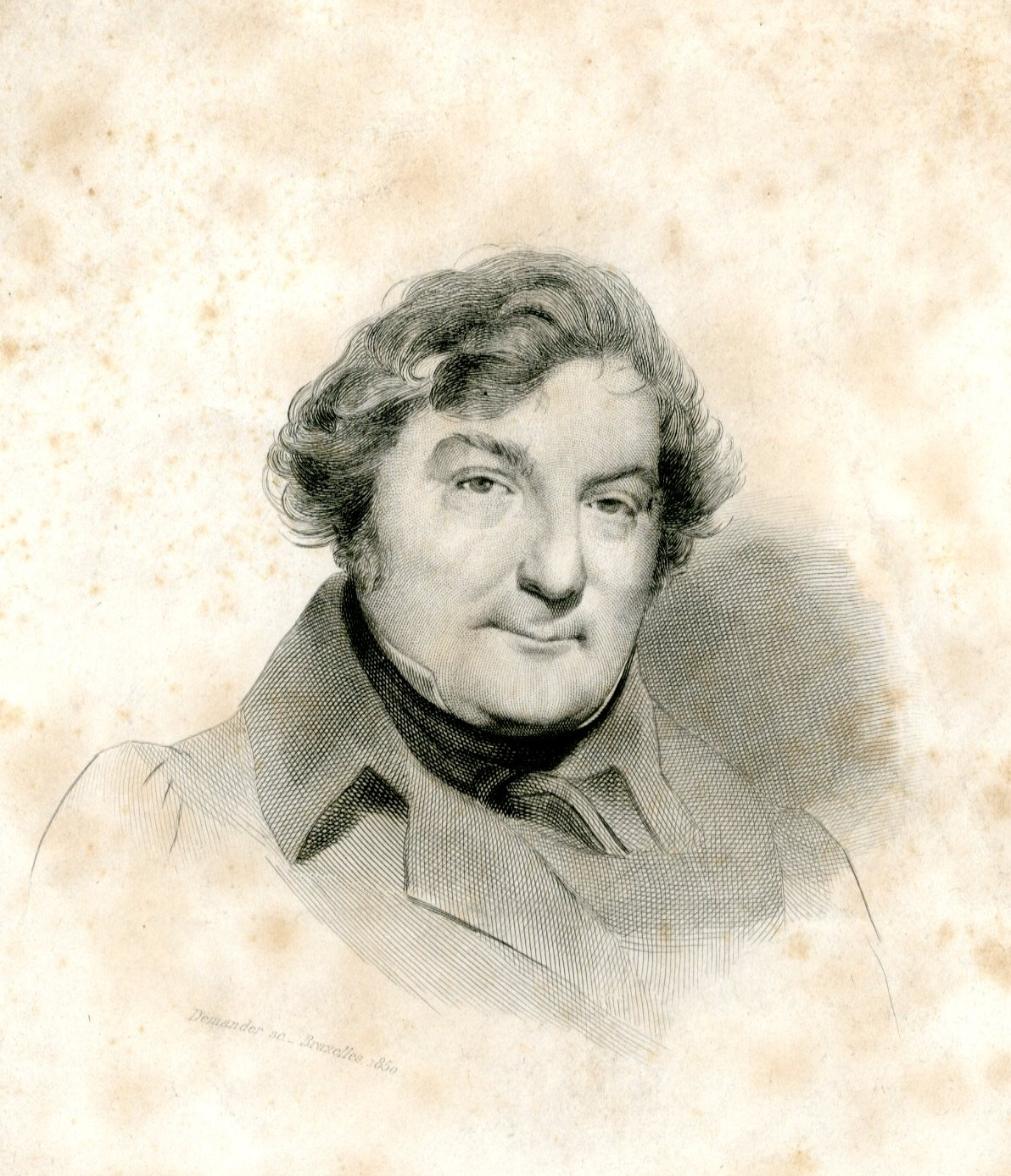
Germinal Pierre Dandelin.

Él es el epónimo de las esferas de Dandelin, del teorema de Dandelin en geometría, descubierto en 1822, éste teorema demuestra que si un cono es cortado por un plano en una cónica, los focos de dicha cónica son los puntos donde éste plano es tocado por las esferas inscritas en el cono.
En 1826 generaliza su teorema para un hiperboloide de revolución, en lugar de un cono.
Desarrolló junto con Eduard Heinrich Graeffe o Gräffe un método numérico de solución de ecuaciones algebraicas llamado Dandelin-Graffe. También hizo publicaciones sobre proyección estereográfica, álgebra y teoría de la probabilidad.

## Honores recibidos
- 1825: elegido en 1825 miembro de la Academia Real de Ciencias en Bruselas.